# メデューサの頭 (医学)

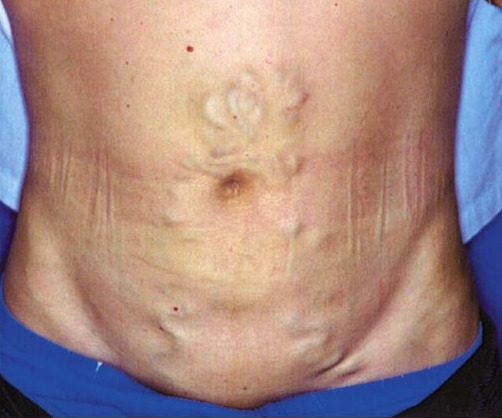
門脈圧亢進症によるメデューサの頭

メデューサの頭（メデューサのあたま、英: Caput medusae）は、パームツリーサインとも呼ばれる腹部の血管徴候である。

## 概要
臍を中心とした腹部の皮静脈の拡張は、放射状である。ラテン語 caput medusae（「メデューサの頭」の意）は、毒蛇の髪をもつ空想上の怪物「メドゥーサ（メデューサ）」に由来する。この症候は門脈圧亢進症による。臍帯静脈は胎児期に母体から酸素を含んだ血液を送る血管であるが、出生後速やかに閉鎖する。 しかし、肝不全などによる門脈圧亢進症において、再開通し、目視できるようになる。

## 鑑別診断

### 下大静脈閉塞
- 遮断された下大静脈をバイパスし、両下肢からの還流する血液の通路として、腹部側副血行路を生成する。

#### 鑑別診断法
臍の下にある静脈の血流の方向を同定する。
- 表皮にみられる臍の下にある静脈を圧迫し、血液が
  - 足へ向かって流れる→メデューサの頭(門脈圧亢進症)
  - 頭へ向かって流れる→下大静脈閉塞